# Pierre-Frédéric de Meuron

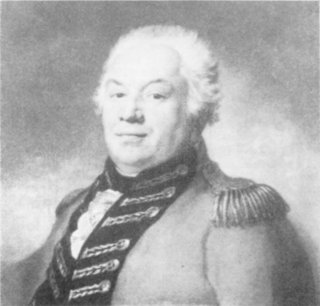
Pierre-Frédéric de Meuron

Pierre-Frédéric Meuron seit 1763 Pierre-Frédéric de Meuron (* 17. April 1746 in Saint-Sulpice im Fürstentum Neuenburg im Königreich Preussen; † 30. März 1813 in Neuenburg) war Schweizer Kommandant des Regiments de Meuron in holländischen und britischen Diensten, Militärgouverneur von Ceylon und Generalleutnant der britischen Armee. 

## Leben

### Familie
Pierre-Frédéric de Meuron entstammte der Neuenburger Patrizierfamilie de Meuron und war der Sohn von Théodore Meuron (* 27. Februar 1707 in Saint Sulpice; † 2. Februar 1765 ebenda), Sämischgerber, Kaufmann und Hauptmann der Milizen des Val-de-Travers, und dessen Ehefrau Elisabeth (* 4. Januar 1705 in Saint Sulpice; † 22. März 1765 ebenda), die Tochter von Daniel Dubois de Dunilac († 1742). Er hatte noch vier Geschwister; sein älterer Bruder war Charles-Daniel de Meuron.
Ein entfernter Verwandter war der Industrielle, Unternehmer und Plantagenbesitzer Auguste-Frédéric de Meuron in Brasilien.
1776 heiratete er die aus einer wohlhabenden Waadtländer Familie stammende Anne-Françoise, Tochter des Rechtsanwalts Jean-Etienne Roux, mit der er zwei Kinder hatte:
- Octavie de Meuron:
- Charles-Gustave de Meuron, preussischer Gesandter in Dänemark.

1804 stimmte das Paar einer aussergerichtlichen Trennung zu.

### Werdegang
Pierre-Frédéric de Meuron erhielt eine kaufmännische Ausbildung in Neuenburg und war seit 1768 bei einem Verwandten, dem Tuchhändler Félix-Henry Meuron, tätig.
Er war Geschworener und Major der Milizen des Val-de-Travers.
Er trat 1781 in das Regiment de Meuron (siehe Regiment de Meuron) ein, das sein Bruder Charles-Daniel de Meuron, im Auftrag der niederländischen Vereinigten Ostindien-Kompanie (VOC) im selben Jahr gegründet hatte (siehe Schweizer Truppen in niederländischen Diensten#ned27). Als das Regiment 1783 an das Kap der Guten Hoffnung in Südafrika verschoben wurde, blieb Pierre-Frédéric de Meuron zunächst in Europa und kümmerte sich um die Aushebung neuer Rekruten. 1786 folgte er seinem Bruder als Kommandant des Regiments im Dienstgrad Oberst nach; sein Bruder kehrte in die Schweiz zurück, blieb aber Besitzer des Regiments.
Die VOC verlegte das Regiment von 1787 bis 1788 nach Ceylon, wo es unter dem Kommando von Pierre-Frédéric de Meuron (siehe Kapregiment) die Insel gegen andere Kolonialmächte verteidigen und die lukrative Zimternte überwachen sollte. So unternahmen 1791 ein Teil des Regiments mit 120 Soldaten, begleitet von 180 malaiischen Soldaten, 400 indischen Matrosen und 500 Trägern einen Feldzug in die Provinz Sabaragamuwa, nachdem das benachbarte Königreich Kandy seine Truppen an der Grenze zusammengezogen hatte und die Zimternte bedroht geschienen hatte. Allerdings musste der Vorstoss aufgrund des schlechten Wetters bereits nach vier Tagen beendet werden. 1793 unterstützten zwei seiner Kompanien die verbündeten Engländer bei der Konsolidierung der kurz zuvor erfolgten Eroberung der Stadt Pondicherry im Süden von Indien.
Während seiner Zeit in Diensten der VOC unterhielt er gute Beziehungen zu Willem Jacob van de Graaff (1737–1804), der von 1785 bis 1794 niederländischer Gouverneur von Ceylon war und der ihm südlich von Colombo ein grosses Stück Land übergab. Auf diesem Grundstück liess Pierre-Frédéric de Meuron rund 4800 Kaffeebäume, Kokosnusspalmen und 250 Pfefferbäume anpflanzen sowie eine Zuckerraffinerie betreiben.
Auch nachdem sein Bruder das Regiment 1795 in britische Dienste (siehe Schweizer Truppen in englischen und britischen Diensten#eng8)  transferiert hatte, blieb Pierre-Frédéric de Meuron dessen Kommandant und wurde zum Brigadegeneral befördert. Die Britische Ostindien-Kompanie (BEIC) teilte das Regiment auf die Stützpunkte Vellore, Thrissur und Poonamallee im Süden Indiens auf.
Vom 12. Juli  1797 bis zum 12. Oktober 1798 amtierte Pierre-Frédéric de Meuron als fünfter und letzter Militärgouverneur von Ceylon und leitete das Committee for Investigating the state of the revenue, and other important matters on the island of Ceylon, das eingesetzt wurde, um die Einnahmen der Insel zu untersuchen und Vorschläge zur zukünftigen Verwaltung zu unterbreiten. Seiner Bitte, die 1799 im Vierten Mysore-Krieg zwischen dem Britischen Empire und dem südindischen Königreich Mysore eingesetzten Truppen aus seinem Regiment selbst zu befehligen, wurde nicht stattgegeben; stattdessen wurde er durch die britische Armee zum Kommandierenden Offizier von Vellore ernannt.
Gegen Ende des Jahres 1799 übernahm er wieder das Kommando seines Regiments, das noch bis 1806 an mehreren Feldzügen in Südindien teilnahm. Er selbst kehrte bereits 1801 nach Europa zurück, um sich administrativen Regimentsangelegenheiten zu widmen. Aus gesundheitlichen Gründen hielt er sich in der Folge immer wieder zur Genesung in Cottendart bei Colombier und in Neuenburg auf.
1805 wurde er in der britischen Armee zum Generalleutnant befördert. 1812 wurde er offiziell aus dem Dienst entlassen und kehrte endgültig nach Neuenburg zurück, wo er im darauffolgenden Jahr verstarb.

## Ehrungen und Auszeichnungen
Der preussische König Friedrich II. erhob 1763 den Zweig der Familie von Pierre-Frédéric de Meuron in den Adelsstand.